# 多功氏
多功氏（たこうし）は、日本の氏族。表記は多劫氏とも。

## 概要
多功氏は下野宇都宮氏の庶流で、宇都宮頼綱の7男・多功宗朝が宝治2年（1248年）に下野国河内郡に入って多功氏を称したことを起源とする。宗朝は多功城を築いて、これを居城とした。多功城はこの後350年にわたって多功氏の居城となった。
天文年間（1532年 - 1555年）の五月女坂の戦いでは、合戦には敗れたものの活躍を見せた。永禄元年（1558年）には上杉謙信の関東侵攻に巻き込まれ、多功城は上杉軍に包囲されている。当時の城主・多功長朝は奮戦して城を守り切り、攻め手の佐野豊綱（佐野小太郎）を戦死させる活躍を見せた。元亀3年（1572年）と天正12年（1584年）の2回にわたって北条氏政に攻められるも、長朝とその子・房朝らはこれに耐えている。天正18年（1590年）の豊臣秀吉による小田原征伐では、宇都宮国綱の名代として従軍した。
しかし、下野宇都宮氏が慶長2年（1597年）に改易されると、多功氏も主家と命運を共にした。一族の一部は今治藩松平氏に仕えたという。
子孫が現在も多功城跡に居住している

## 歴代当主
1. 多功宗朝
2. 多功朝継
3. 多功朝経
4. 多功景宗
5. 多功宗秀
6. 多功宗冬
7. 多功満朝
8. 多功朝昌
9. 多功昌綱
10. 多功建綱
11. 多功綱房
12. 多功興房
13. 多功建昌
14. 多功長朝
15. 多功房朝
16. （以下略）